# UTC+07:30
UTC+07:30 era una zona horària d'UTC amb 7 hores i 30 minuts d'avançament respecte de l'UTC.
Es va utilitzar com horari d'estiu a Singapur entre 1941 i 1942, abans de l'ocupació japonesa, i de 1945 a 1970 després de l'ocupació.
De l'any 1970 fins al 1982 Singapur va decidir declarar UTC+07:30 com a hora estàndard. A partir de 1982 l'hora estàndard passa a ser UTC+08:00.